# Neve Tzedek
Neve Tzedek (Hebreeuws: נווה צדק; met nikud gespeld als: נְוֵה צֶדֶק), ook gespeld als Neve Tsedek, is een wijk in het zuidwesten van Tel Aviv, Israël. Het was de eerste Joodse wijk die buiten de oude havenstad Jaffa werd gebouwd. Oorspronkelijk was het een Sefardische wijk. Sinds de jaren '90 zijn de vervallen panden gerestaureerd en is het een moderne en populaire wijk vol trendy cafés, boetiekjes en galerieën.

## Geschiedenis
Neve Tzedek werd officieel opgericht door Sefardische Joden die niet langer in het overbevolkte Jaffa wilden wonen. Dit gebeurde in 1887, een paar jaar nadat de muren van de havenstad waren afgebroken. Het initiatief kwam van het bedrijf Ezrat Yisrael, dat al eerder een ziekenhuis had opgezet. De Algerijns-Joodse juwelier Aharon Shelush wordt echter gezien als de oprichter van de wijk. Hij verhuisde in 1840, samen met zijn ouders, van Oran naar Haifa en vestigde zich uiteindelijk in Jaffa, waar hij grond bezat.
De wijk kenmerkte zich al snel door laagbouw langs smalle straatjes. Deze huizen bevatten vaak designelementen uit de Jugendstil- en Bauhaus-kunststromingen, en sommigen hadden hedendaagse luxe zoals een eigen badkamer.
Aan het begin van de 20e eeuw trok Neve Tzedek opkomende kunstenaars en schrijvers aan, waaronder de latere Nobelprijs-winnaar Sjmoeël Joseef Agnon, de kunstenaar Nachum Gutman en de schrijver Yosef Haim Brenner. De eerste rabbijn van de wijk was Abraham Isaac Kook, die er een jesjiva opende.

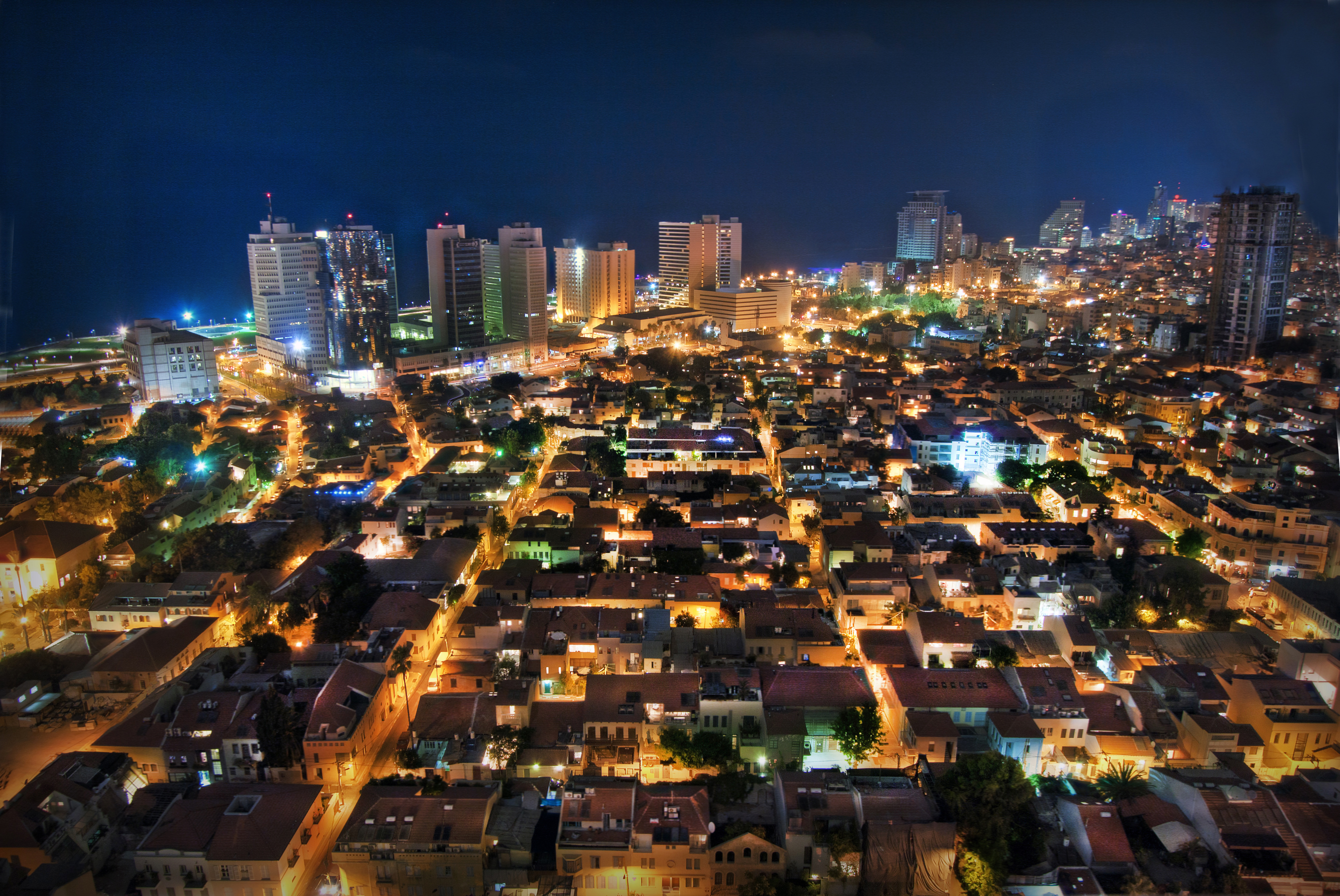
Neve Tzedek in de nacht, 2012.

De Joodse buitenwijken van Jaffa die vóór Tel Aviv waren gesticht, werden uiteindelijk een deel van Tel Aviv. Neve Tzedek is de oudste wijk.
Ter uitbreiding van de wijk werden er in de loop van de tijd verschillende buurten gebouwd, die voornamelijk door Noord-Afrikaanse en Jemenitische Joden werden bewoond. Een van deze buurten werd vernoemd naar de Jemenitisch-Joodse dichter Shalom Shabazi. De Shabazistraat is tegenwoordig een van de hoofdstraten van Neve Tzedek.
Toen Tel Aviv zich in de jaren '60 begon te ontwikkelen, trokken veel welvarende inwoners naar het noorden van de stad. Vervolgens raakten gebouwen in Neve Tzedek door verwaarlozing in verval. Even bestond het plan om de wijk te slopen om plaats te maken voor hoogbouw, maar dit ging niet door. Veel gebouwen waren immers uitgeroepen tot beschermd erfgoed. Tegen het einde van de jaren '80 werden de oude bouwwerken gerenoveerd. De meest prominente plek in de buurt vandaag de dag is het Suzanne Dellal Centrum voor Dans en Theater, dat zich vestigde in een voormalig schoolgebouw. Daarnaast werd het voormalig woonhuis van Gutman omgedoopt tot het Nachum Gutman Museum.
Deze gentrificatie leidde tot de wedergeboorte van Neve Tzedek als een modieuze en populaire chique wijk. Het werd een gewilde woonwijk met trendy cafés, boetiekjes en galerieën. Er zijn plannen om in de toekomst een treinstation in het zuiden van de wijk te realiseren.

## Etymologie
De naam Neve Tzedek betekent letterlijk 'woning der gerechtigheid', maar is in het bijbelboek Jeremia ook een van de namen voor God.
In Jeremia 31:23 staat het volgende:
 כֹּה-אָמַר ה' צְבָאוֹת, אֱלֹהֵי יִשְׂרָאֵל, עוֹד יֹאמְרוּ אֶת-הַדָּבָר הַזֶּה בְּאֶרֶץ יְהוּדָה וּבְעָרָיו, בְּשׁוּבִי אֶת-שְׁבוּתָם: יְבָרֶכְךָ ה' נְוֵה-צֶדֶק, הַר הַקֹּדֶשׁ

Dit kan worden vertaald als:
Zo zegt de Heere der heirscharen, de God Israëls: Dit woord zullen zij nog zeggen in het land van Juda, en in zijn steden, als Ik hun gevangenis wenden zal: De Heere zegene u, gij woning der gerechtigheid, gij berg der heiligheid!
En in Jeremia 50:7 staat:
 כָּל-מוֹצְאֵיהֶם אֲכָלוּם, וְצָרֵיהֶם אָמְרוּ לֹא נֶאְשָׁם; תַּחַת, אֲשֶׁר חָטְאוּ לַיהוָה נְוֵה-צֶדֶק, וּמִקְוֵה אֲבוֹתֵיהֶם, יְהוָה

Dit kan worden vertaald als:
Allen, die hen vonden, aten hen op, en hun wederpartijders zeiden: Wij zullen geen schuld hebben; daarom dat zij gezondigd hebben tegen den Heere, in de woning der gerechtigheid, ja, tegen den Heere, de Verwachting hunner vaderen.

## Galerij

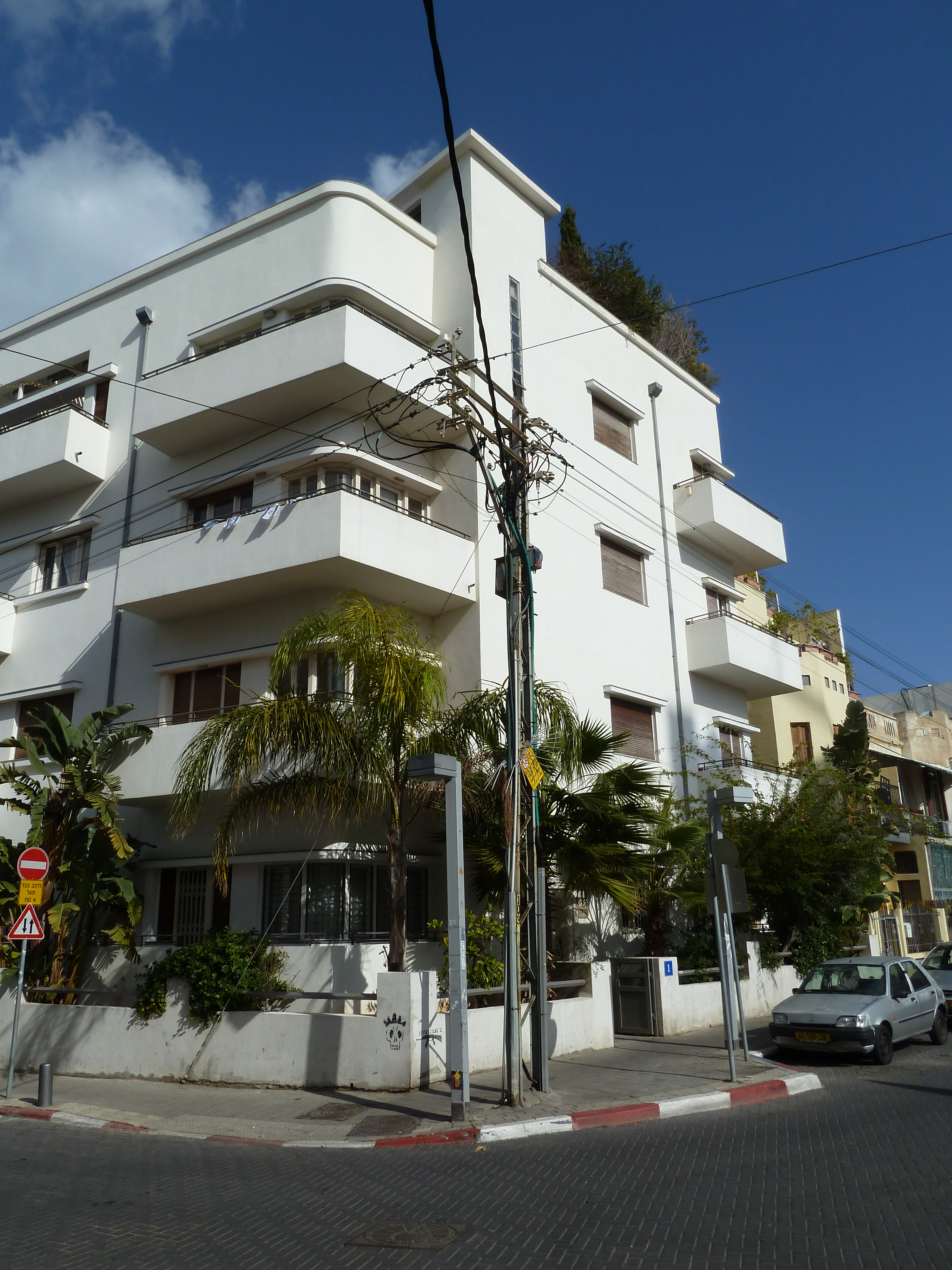
Woningen in Neve Tzedek, 2011.
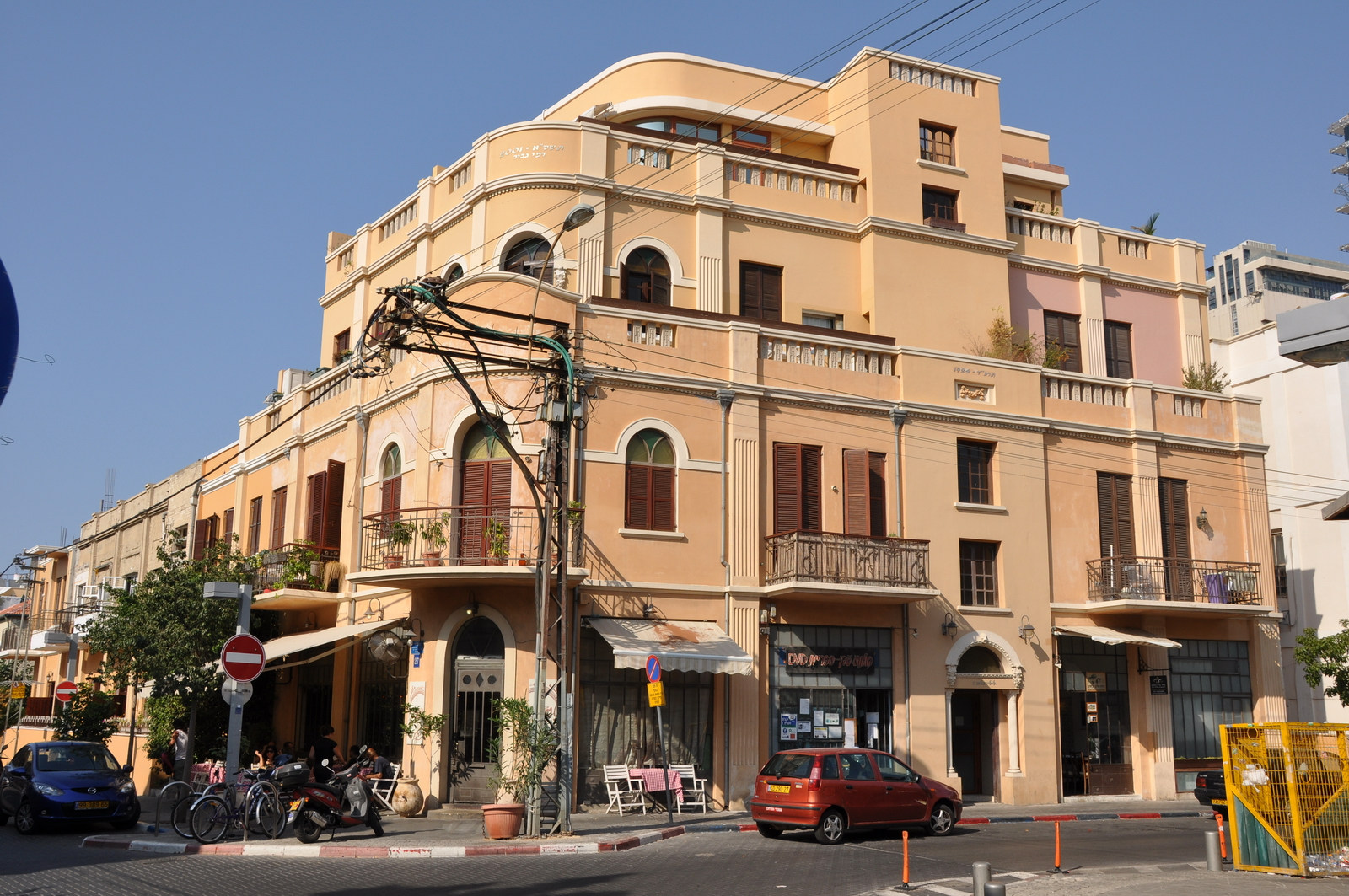
Neve Tzedek, 2009.
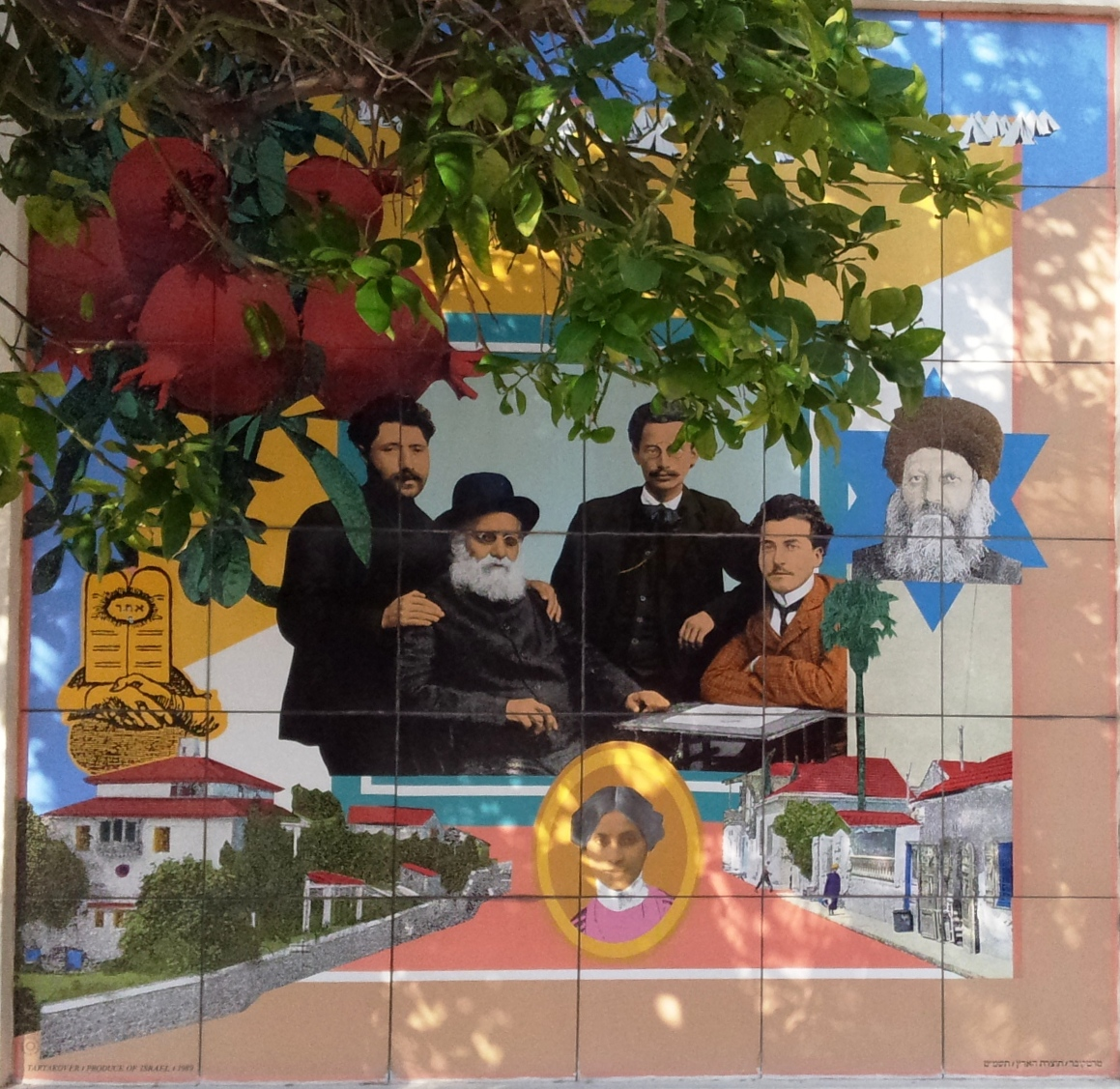
Muurschildering van de eerste bewoners van de wijk, 2012.
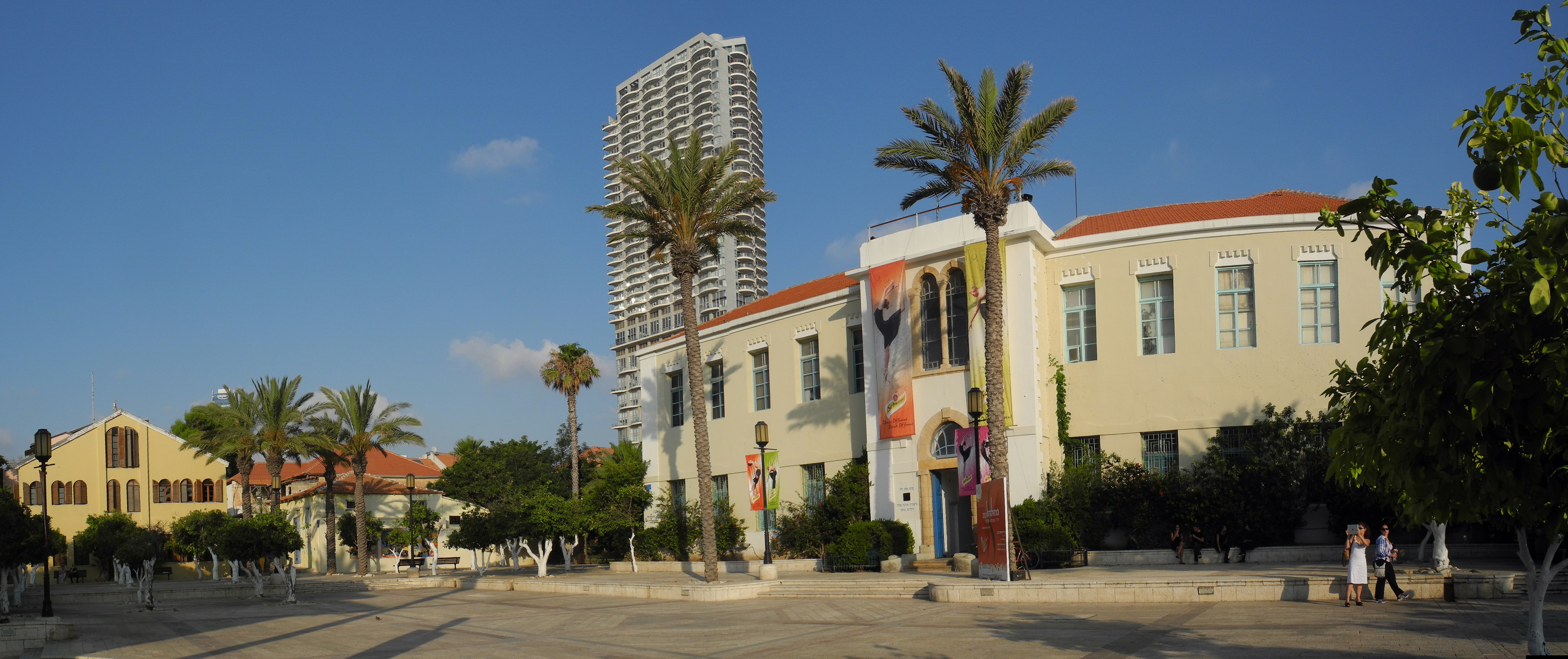
Suzanne Dellal Centrum voor Dans en Theater in Neve Tzedek, 2013.